# Хайлов, Сергей Александрович
Сергей Александрович Хайлов (18 января 1970, Волгоград — 25 февраля 2020, Санкт-Петербург) – поэт, композитор, музыкант, аранжировщик. Один из создателей трио «Альманах» и трио «Предлог». Основатель и руководитель группы «Хайлов-бэнд» и студии звукозаписи ("Hi-Love Studio” ) (Санкт-Петербург).

## Биография
Сергей Хайлов родился в Волгограде, с пяти лет занимался музыкой (музыкальная школа №1 по классу скрипки). В 1997 году окончил эстрадное отделение Волгоградского училища искусств имени П. А. Серебрякова. Написал более полутора десятков либретто и музыку к спектаклям и музыкальным сказкам (в том числе в соавторстве с В. Каменским). Сотрудничал с Новым экспериментальным театром (Волгоград) (1995-96), работал в Городском детско-юношеском центре (Волгоград)(1994-1998) и во Всероссийском детском центре «Орленок» (Краснодарский край) (1991-1993 и 1999-2000 ), возглавлял Центр авторской песни (1997-1999, Волгоград).

## Признание и награды
Лауреат всероссийских и международных конкурсов поэзии и музыки. В том числе: лауреат 22 Грушинского фестиваля (1995) в составе трио "Альманах".  Победитель 10 международного фестиваля студенческой авторской песни и поэзии "Нижегольская тропа" в исполнительской номинации в дуэте с Вадимом Вебером, а также обладатель Гран-при 11 международного фестиваля студенческой авторской песни и поэзии "Нижегольская тропа".Лауреат фестиваля ТОПОС 2001.
Волгоградское трио «Предлог», художественным руководителем которого являлся Сергей Хайлов стало победителем XI и XII межрегионального фестиваля авторской песни «Струны души», VIII Всероссийского фестиваля авторской песни "Поющий источник", а также лауреатами I фестиваль авторской песни  «Лето – это маленькая жизнь». 
В поэтическом сборнике «Весеннее купе» (1997, Волгоград) издана книга стихов «Золотая орда». Вторая(прижизненная)  книга поэта «Объяснительная записка» вышла в январе 2020 г. в Петербурге. Подборки стихов в альманахе «Царицын» и сборнике  «Ожог» 2022. Третья книга сборник поэм "Шатана" вышла в 2023 году.